# Urbain Wallet
Urbain Wallet (Montdidier, 3 luglio 1899 – Belloy-sur-Somme, 9 dicembre 1973) è stato un calciatore francese, di ruolo difensore.

## Carriera
Prese parte con la Nazionale francese ai Giochi Olimpici del 1928.